# دوره نخست مجلس خبرگان رهبری
دوره نخست مجلس خبرگان رهبری (۱۳۶۱–۱۳۶۹) در روز ۲۴ مردادماه ۱۳۶۲ گشایش یافت. انتخابات آن به موجب قانون اساسی در ۱۹ آذر ۱۳۶۱ برگزار شد. مجلس خبرگان رهبری نمونه تکامل یافته‌ای از مجلس خبرگان قانون اساسی بود و چهار سال پس از پیروزی انقلاب زمینه‌های شکل‌گیری‌اش فراهم شد.

## قوانین مجلس اول
در اصل ۱۰۸ قانون اساسی آمده بود: «قانون مربوط به تعداد و شرایط خبرگان، کیفیت انتخاب آن‌ها و آیین‏‌نامه داخلی جلسات آنان برای نخستین دوره باید به وسیله فقهاء نخستین شورای نگهبان تهیه و با اکثریت آراء آنان تصویب شود و به تصویب نهایی رهبر انقلاب برسد. از آن پس هرگونه تغییر و تجدیدنظر در این قانون در صلاحیت مجلس خبرگان است.»

### قانون انتخابات مجلس اول
قانون انتخابات مجلس خبرگان رهبری در بیست و یک ماده و شش تبصره در جلسه مورخه۱۰ مهر ۱۳۵۹ فقهای شورای نگهبان به تصویب رسید.
در قانون مصوب شورای نگهبان دربارهٔ این مجلس بر طبق اصل ۱۰۸ قانون اساسی آمده بود: «خبرگان مردم باید دارای شرایط زیر باشند: آشنایی کامل به مبانی اجتهاد با سابقه تحصیل در حوزه‌های علمیه بزرگ در حدی که بتوانند افراد صالح برای مرجعیت و رهبری را تشخیص دهند.» دو تبصره مهم نیز بر این بند افزوده می‌شد: «تبصره ۱ـ تشخیص واجد بودن شرایط با گواهی سه نفر از استادان معروف درس خارج حوزه‌های علمیه می‌باشد. تبصره ۲ـ کسانی که رهبری صریحاً یا ضمنی اجتهاد آن‌ها را تأیید کرده است و کسانی که در مجامع علمی یا نزد علمای بلد خویش شهرت به اجتهاد دارند نیازمند به ارائه گواهی مذکور نمی‌باشند.»

## انتخابات مجلس اول
انتخابات خبرگان اول به موجب قانون اساسی در ۱۹ آذر ۱۳۶۱ برگزار شد. برای مجلس اول ۱۶۸ نفر برای شرکت در رقابت‌های انتخاباتی ثبت‌نام کردند که از این تعداد ۱۲ نفر ردصلاحیت شدند. در مجموع ۱۸ میلیون و ۱۴۰ هزار و ۹۸۵ نفر در این انتخابات شرکت کردند، بر اساس آرای مردم ۷۶ نماینده تعیین شدند و در ۶ حوزه انتخابیه جریان انتخابات به دور دوم کشیده شد و در دور دوم نیز هفت نفر انتخاب شدند.

### درصد مشارکت مردم
تاریخ برگزاری انتخابات: ۱۹ آذر سال ۱۳۶۱
تعداد ثبت نام کنندگان: ۱۶۸ نفر
رد صلاحیت‌ها: ۱۲ نفر
انصراف دهندگان: ۱۰ نفر
تعداد حوزه انتخابیه: ۲۴
تعداد نمایندگان: ۸۲ نفر
درصد مشارکت: ۷۷٫۳۸٪

## فعالیتها و اقدامات
این دوره از مجلس خبرگان برگزار کرد:
1. اجلاس اول ۱۹ آبان ۱۳۶۴ بود که در آن حسینعلی منتظری به عنوان قائم‌مقام رهبری انتخاب شد که بعدها حوادثی پیش آمد که منجر به استعفای و عزل وی از قائم‌مقامی رهبری شد.
2. دومین اجلاس در خرداد ۱۳۶۸ برای تعیین دومین رهبر جمهوری اسلامی پس از درگذشت روح‌الله خمینی بود
3. سومین اجلاس هم در مرداد ۱۳۶۸ بعد از تصویب بازنگری قانون اساسی توسط مردم برگزار شد.

تعداد جلسات رسمی این مجلس، هر سال یک جلسه و در مجموع هشت جلسه بود و چنانچه سه جلسه فوق‌العاده زیر نیز بر آن افزوده شود، این مجلس یازده جلسه در ظرف هشت سال دوره فعالیت خود برگزار کرد.
نخستین مجلس خبرگان رهبری، علاوه بر تنظیم و تصویب مقدماتی آیین‌نامه خود و تأسیس دبیرخانه‌ای دائمی در قم، چند مصوبه مهم و سرنوشت‌ساز داشت که مهم‌ترین و سریع‌ترین مصوبه خبرگان اول به دنبال درگذشت رهبر انقلاب و بلافاصله پس از آن در انتخاب رهبر جدید بود. در چهاردهم خرداد سال ۱۳۶۸ و به دنبال درگذشت سید روح‌الله خمینی و در حالی که هنوز مراسم تشییع جنازه وی برگزار نشده بود، نمایندگان خبرگان بلافاصله تشکیل جلسه دادند و  سیدعلی خامنه‌ای رئیس‌جمهوری وقت را به عنوان رهبر جدید جمهوری اسلامی ایران انتخاب کردند. در پی این انتخاب اکثر مراجع تقلید با صدور پیام‌هایی به رهبری جدید، بر تصمیم خبرگان صحه گذاشته و با رهبری جدید بیعت کردند.
پس از برگزاری همه‌پرسی قانون اساسی در ۶ مرداد ۱۳۶۸ خبرگان رهبری در اجلاسیه فوق‌العاده‌ای بار دیگر رهبری سیدعلی خامنه‌ای را مورد تأیید قرار داد. از آنجا که انتخاب رهبر جدید در زمانی انجام گرفت که هنوز قانون اساسی تغییر نکرده بود و در آن قانون مرجعیت از شرایط رهبری تعیین شده بود، تأیید مجدد خبرگان برای جلوگیری از شبهات احتمالی در این زمینه صورت گرفت.

## هیئت رئیسه
در نخستین نشست مجلس خبرگان رهبری، علی مشکینی به عنوان رئیس، اکبر هاشمی رفسنجانی نایب‌رئیس و محمد مؤمن و سید حسن طاهری خرم‌آبادی، به عنوان منشی هیئت رئیسه انتخاب شدند.

## فهرست نمایندگان دوره اول مجلس خبرگان رهبری
در مجلس اول خبرگان این افراد حضور داشتند:
- احمد آذری قمی (تهران)
- شیخ فرهاد قمی (تبریز)
- محمدباقر اسدی خوانساری (تهران)
- محمد امامی کاشانی (تهران)
- ابراهیم امینی
- مختار امینیان
- صادق احسانبخش
- محمدباقر باقری کنی (تهران)
- عبدالله جوادی آملی
- احمد جنتی
- مجتبی حاج‌آخوند
- روح‌الله خاتمی
- سید علی خامنه‌ای (تهران)
- ابوالقاسم خزعلی
- سیدهادی خسروشاهی (تهران)
- صادق خلخالی (تهران)
- موسوی خوئینی‌ها
- حسین راستی کاشانی (تهران)
- محمدمهدی ربانی املشی
- غلامرضا رضوانی (تهران)
- قربانعلی شهمیری
- یوسف صانعی (تهران)
- سید جلال‌الدین طاهری اصفهانی
- حسن طاهری خرم‌آبادی
- محمدعلی فیض
- فاضل لنکرانی
- محمد مؤمن
- محسن مجتهد شبستری
- عباس محفوظی
- محمد محمدی گیلانی (تهران)
- علی اکبر مشکینی (تهران)
- محمدعلی موحدی کرمانی
- سید عبدالکریم موسوی اردبیلی (تهران)
- سید حسین موسوی تبریزی
- سید کاظم نورمفیدی
- عباس واعظ طبسی
- علی‌اکبر هاشمی رفسنجانی (تهران)

## پی‌نوشت و منبع
- آرشیو روزنامه جمهوری اسلامی، ۱۳۵۹ و ۱۳۶۱
- روند شکل‌گیری مجلس خبرگان رهبری؛ مجلس متفاوت، جواد دلیری، روزنامه اعتماد ملی